# Žabren
Žabren (Servisch cyrillisch Жабрен) is een plaats in de Servische gemeente Sjenica. De plaats telt 321 inwoners (2002).